# Monte Pelato
Monte Pelato este o arie protejată (arie specială de conservare — SAC, sit de importanță comunitară — SCI) din Italia întinsă pe o suprafață de 3.908 ha, integral pe uscat.

## Localizare
Centrul sitului Monte Pelato este situat la coordonatele 37°53′22″N 14°35′14″E / 37.889444°N 14.587222°E.

## Înființare
Situl Monte Pelato a fost declarat sit de importanță comunitară în septembrie 1995 pentru a proteja 1 specie de plante și 2 specii de animale. Situl a fost protejat și ca arie specială de conservare în martie 2017.

## Biodiversitate
Situată în ecoregiunea mediteraneană, aria protejată conține 14 habitate naturale: Păduri de fag din Apenini cu Taxus și Ilex, Lacuri eutrofice naturale cu vegetație de tip Magnopotamion sau Hydrocharition, Râuri mediteraneene cu debit intermitent, cu specii de Paspalo-Agrostidion, Păduri de stejar alb estice, Fânețe de joasă altitudine (Alopecurus pratensis, Sanguisorba officinalis), Păduri de Quercus ilex și Quercus rotundifolia, Păduri de Castanea sativa, Pajiști umede mediteraneene cu ierburi înalte de Molinio-Holoschoenion, Cursuri de apă de la nivel de câmpie la nivel montan, cu vegetație Ranunculion fluitantis și Callitricho-Batrachion, Mlaștini alcaline, Păduri panonice-balcanice de stejar turcesc - stejar sesil, Iazuri temporare mediteraneene, Galerii de Salix alba și de Populus alba, Păduri mediteraneene de Taxus baccata.
La baza desemnării sitului se află mai multe specii protejate:
- plante (1): Leontodon siculus
- păsări (1): gaia roșie (Milvus milvus)
- nevertebrate (1): Euplagia quadripunctaria

Pe lângă speciile protejate, pe teritoriul sitului au mai fost identificate 43 de specii de plante, 6 specii de păsări, 3 specii de amfibieni, 1 specie de mamifere, 188 de specii de nevertebrate, 12 specii de reptile.